# مجموع تناوبی
در پردازش سیگنال، هر تابع متناوب {\displaystyle f_{P}} با دوره تناوب P را می‌توان به‌صورت مجموع بینهایت تابع نامتناوب {\displaystyle f} نمایش داد. این نوع نمایش، مجموع تناوبی (به انگلیسی: Periodic summation) نامیده می‌شود:
{\displaystyle f_{P}(x)=\sum _{n=-\infty }^{\infty }f(x+nP)=\sum _{n=-\infty }^{\infty }f(x-nP)}